# Karl Georg Maaßen
Johann Karl Georg Maaßen (* 23. August 1769 in Kleve; † 2. November 1834 in Berlin) war ein preußischer Jurist, Politiker und Mitinitiator des Deutschen Zollvereins.
Maaßen wuchs als Sohn eines preußischen Gerichtsschreibers in Gartrop bei Wesel auf. Er begann seine Schullaufbahn am Gymnasium Hammonense (Hamm/Westf.) und beendete sie am Weseler Gymnasium. Dann nahm Maaßen sein Jura-Studium auf und trat nach dessen Abschluss in den preußischen Staatsdienst ein. Ab 1816 arbeitete er im Finanzministerium und wurde Generaldirektor für die Verwaltung von Gewerbe und Handel in Berlin. Bereits am 16. Januar 1816 erhielt er für seine Dienste als Nichtkombattant das Eiserne Kreuz am weißen Bande. Unter anderem durch Maaßen angeregt entfielen 1819 die preußischen Binnenzölle. Gemeinsam mit dem preußischen Finanzminister Friedrich von Motz, dem er nach dessen Tod 1830 im Amt nachfolgte, führte Maaßen die Verhandlungen zur Gründung des Deutschen Zollvereins für Preußen, die 1834 einen Grundstein zur deutschen Reichsgründung 1871 legte. Maaßen starb wenige Monate nach der Gründung des Zollvereins.

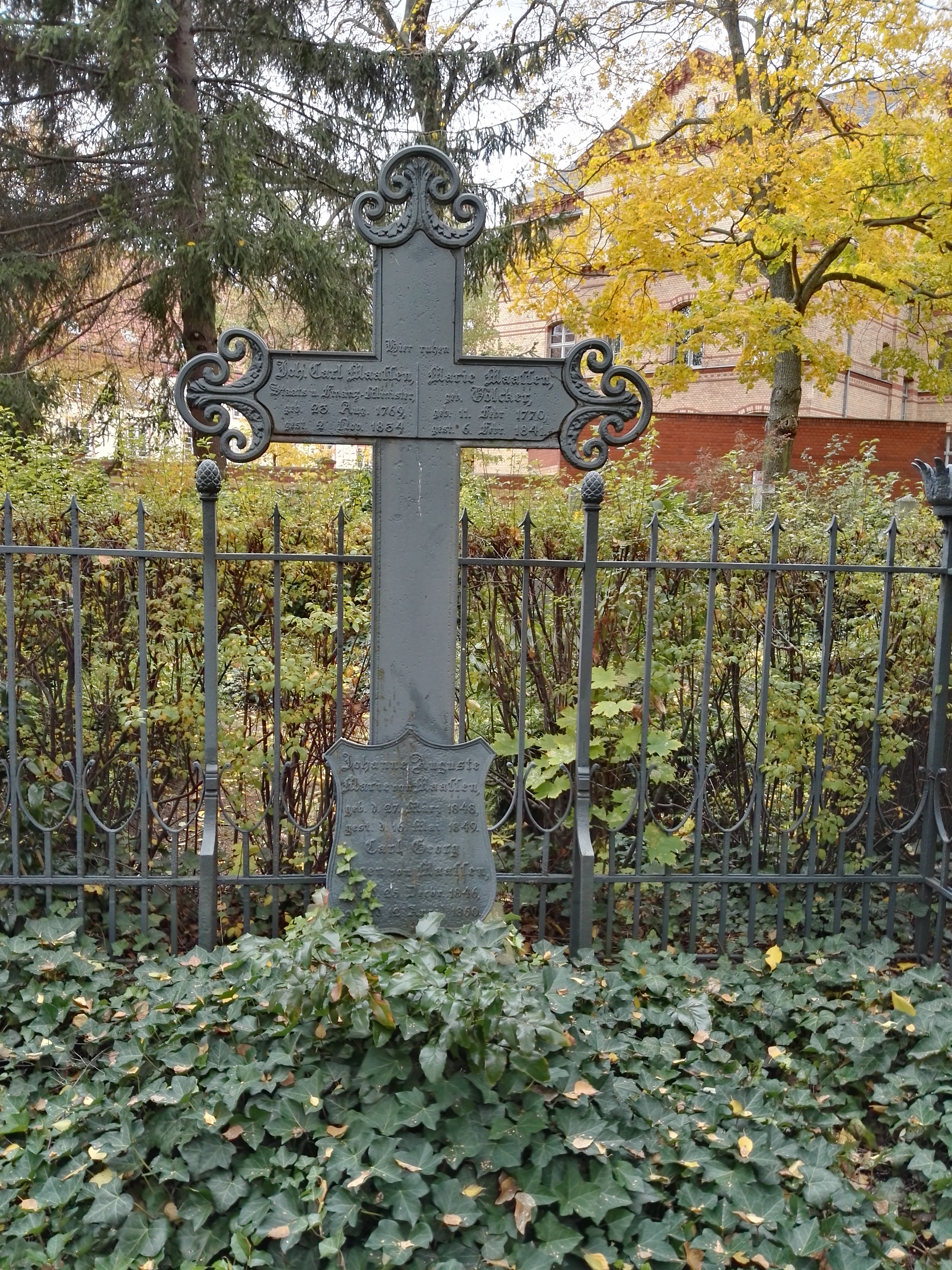
Grabstätte nur mit den Vornamen Joh. Carl

Das Grab des Politikers befindet sich auf dem Dorotheenstädtischen Friedhof in Berlin-Mitte. Zu seinen Ehren heißt seit dem 6. Juli 1870 in Berlin-Schöneberg die ehemalige Straße 12 Maaßenstraße. Sie führt vom Nollendorfplatz zum Winterfeldtplatz. Bis 1934 trug auch die Verlängerung (die heutige Karl-Heinrich-Ulrichs-Straße) den Namen Maaßenstraße.